# Vamp (album)
Vamp è un album della cantautrice italiana Nada, pubblicato il 12 aprile 2011 dalla Infecta Records (distribuzione Edel Music), coprodotto dalla stessa artista e da Manu Fusaroli al NaturalHeadQuarter Studios di Ferrara e masterizzato negli studi di Abbey Road a Londra da Geoff Pesche.
Il disco è composto da dieci brani inediti ed è stato preceduto il 28 marzo dal lancio radiofonico del primo singolo Il comandante perfetto. Alla registrazione del disco ha partecipato la band pisana Zen Circus, con cui Nada aveva già collaborato nel brano Vuoti a perdere del 2008. Il secondo singolo estratto è La canzone per dormire, seguito da Stagioni.
Nada è autrice di tutti i testi e le musiche.

## Tracce
1. Sirena – 3:59
2. La febbre della sera – 3:53
3. La canzone per dormire – 3:57
4. Chiodi – 4:22
5. L'elettricità – 3:45
6. Raccogliti – 4:25
7. Il comandante perfetto – 4:04
8. Sarebbe una serenata – 3:51
9. Stagioni – 3:38
10. Piantagioni di ossa – 4:37
11. Stagioni - Demo (iTunes Bonus Track) – 2:34

## Formazione
- Nada – voce, cori
- Manuele Fusaroli – basso, programmazione, grancassa, tamburello, pianoforte, chitarra, sintetizzatore
- Fabrizio Perdomi – fisarmonica
- Jack Tormenta – chitarra
- Andrea Appino – basso, chitarra, grancassa, tamburello basco
- Ludovica Valori – fisarmonica
- Karim Qqru – batteria
- Gerri Manzoli – chitarra, programmazione, pianoforte, basso, organo Hammond, sintetizzatore
- Marco Di Gasbarro – batteria
- Fabiano Marcucci – contrabbasso
- Macho – tromba

## Classifiche
| Classifica | Posizione |
| ---------- | --------- |
| Italia     | 70        |